# Deng Shichang
Deng Shichang (chiń. upr. 邓世昌; chiń. trad. 鄧世昌; pinyin Dèng Shìchāng; Wade-Giles Teng Shih-ch’ang, ur. 1849, zm. 17 września 1894) – chiński wojskowy, oficer floty Beiyang w okresie późnej dynastii Qing.

## Życiorys
Pochodził z Panyu w prowincji Guangdong. Należał do pierwszego pokolenia nowocześnie wyszkolonych oficerów w Chinach. W latach 1867–1874 studiował w Akademii Marynarki Wojennej w Fuzhou w prowincji Fujian. Uważany był za jednego z najzdolniejszych dowódców chińskiej floty.
Po ukończeniu szkoły w 1874 roku otrzymał dowództwo okrętu transportowego „Haidong” i pełnił misję ochrony Peskadorów i portu Keelung na Tajwanie. Następnie objął dowództwo kanonierki „Zhenwei”. Wyróżnił się przy zwalczaniu piratów, co spowodowało jego przeniesienie do sił prowincji stołecznej Zhili, późniejszej Floty Północnej (Beiyang). W 1880 roku objął dowództwo kanonierki „Zhennan”. Pewne zachwianie kariery jego spowodowało wejście tej kanonierki na mieliznę w pobliżu wyspy Daludao w zatoce Weihaiwei, przez co Deng został zdegradowany. W latach 1880–1881 został wysłany do Wielkiej Brytanii w celu odbioru budowanych dla Chin krążowników „Chaoyong” i „Yangwei”, odbył przy tym staż w marynarce brytyjskiej. W 1882 roku odznaczył się w tłumieniu buntu w Korei, po czym otrzymał dowództwo krążownika „Yangwei".
W latach 1886–1887 ponownie przebywał w Wielkiej Brytanii dla odbioru nowych krążowników „Zhiyuan” i „Jingyuan”. Objął następnie w 1887 roku dowództwo krążownika „Zhiyuan” i równocześnie zespołu krążowników Floty Północnej. Jego okręt flagowy wchodził w skład Eskadry Środkowej floty. W 1888 roku Deng brał udział w tłumieniu buntu na Tajwanie, wspierając wojska lądowe artylerią okrętową. Został za to nagrodzony nefrytowym pierścieniem (hualing) i otrzymał rangę zongbing (odpowiednik wiceadmirała). Dowodził krążownikiem „Zhiyuan” podczas wojny chińsko-japońskiej (1894–1895). Po rozpoczęciu wojny postulował podjęcie aktywnych działań przez zespół krążowników i wyjście w morze dla przechwycenia japońskich transportowców wojska zmierzających do Korei, lecz dowództwo floty nie zgodziło się na to. Zginął 17 września 1894 roku w bitwie morskiej u ujścia Jalu, po zatopieniu jego krążownika „Zhiyuan”. Pośmiertnie otrzymał tytuł Zhuangze (silny i czystej krwi).
W roku 1996 szkolny śmigłowcowiec Marynarki Wojennej Chińskiej Republiki Ludowej otrzymał nazwę „Shichang”, dla upamiętnienia admirała.